# اریک اوبینا چوکوونیلو
اریک اوبینا چوکوونیلو (انگلیسی: Eric Obinna Chukwunyelu؛ زادهٔ ۱۰ ژوئن ۱۹۸۱) بازیکن فوتبال اهل نیجریه است.
از باشگاه‌هایی که در آن بازی کرده‌است می‌توان به باشگاه فوتبال کایزرسلاوترن، باشگاه فوتبال ردینگ، باشگاه فوتبال سن-اتین، باشگاه فوتبال آرسنال، باشگاه فوتبال استیونج، باشگاه فوتبال دائجئون هانا سیتی‌زن، باشگاه فوتبال واریورس، باشگاه فوتبال ستاره سرخ، و باشگاه فوتبال لویانگ لونگمن اشاره کرد.